# Bogdan Pătrașcu (fotbalist)
Bogdan Aurelian Pătrașcu (n. 7 mai 1979, la Târgoviște) este un fotbalist român care evoluează la clubul CS Buftea.

## Cariera
Și-a început cariera la Sportul Studențesc, de unde în 2000 a ajuns la echipa bulgară Litex Loveci. Aici a câștigat primul (și momentan singurul) trofeu al carierei, Cupa Bulgariei, în 2001. În ianuarie 2002 s-a transferat la Piacenza, în Italia, club la care a evoluat în majoritatea carierei. În 2009 s-a despărțit de Piacenza și a semnat un contract pentru un an cu Padova. Înțelegerea cu Padova nu a fost prelungită, astfel că a revenit în România și a jucat jumătate de sezon la Sportul Studențesc.
În ianuarie 2011 a semnat un contract pentru un sezon și jumătate cu Dinamo București.

## Trofee obținute
- Cupa Bulgariei: 2000-01